# كرد محلة (عشر ستاق)
کرد محلة (بالفارسية: کردمحله) هي قرية تقع في إيران في قسم عشر ستاق الريفي. يقدر عدد سكانها بـ 87 نسمة بحسب إحصاء 2016.